# Route nationale 856
Pour les articles homonymes, voir Route 856.
La route nationale 856 ou RN 856 était une route nationale française reliant Sierck-les-Bains à la frontière franco-allemande. Elle a été créée par décret du 21 mai 1957 (ancien CD 18). À la suite de la réforme de 1972, elle a été déclassée en RD 956. Jusqu'en 1972, elle était la dernière route nationale française.

## Ancien tracé de Sierck-les-Bains à l'Allemagne (D 956)
- Sierck-les-Bains 49° 26′ 36,66″ N, 6° 21′ 46,28″ E
- Montenach 49° 25′ 15,51″ N, 6° 22′ 22,3″ E
- Kirschnaumen 49° 23′ 50,37″ N, 6° 26′ 04,4″ E
- Halstroff 49° 23′ 13,72″ N, 6° 29′ 18,7″ E
- Bizing 49° 22′ 41,46″ N, 6° 30′ 29,54″ E
- Flastroff 49° 22′ 01,47″ N, 6° 32′ 01,22″ E
- Colmen 49° 21′ 29,2″ N, 6° 32′ 36,32″ E
- Neunkirchen-lès-Bouzonville 49° 21′ 11,48″ N, 6° 33′ 15,94″ E
- Allemagne 49° 20′ 30,12″ N, 6° 34′ 33,48″ E